# Anke Baier-Loef
Anke Baier-Loef, geb. Baier, (* 22. Mai 1972 in Eisenach) ist eine ehemalige deutsche Eisschnellläuferin.

## Karriere
Anke Baier-Loef begann ihre sportliche Karriere im Bereich der Leichtathletik, wechselte 1985 aber auf Betreiben ihres späteren Trainers Stephan Gneupel zum Eisschnelllauf. Sie wurde 1991 Junioren-Weltmeisterin in Calgary und im gleichen Jahr mit dem Titel Juniorsportler des Jahres ausgezeichnet.
Anke Baier-Loef nahm an den Olympischen Winterspielen 1992, 1994 und 1998 teil. Nachdem sie 1992 in Albertville den 9. Platz über 1000 m und den 10. Platz über 500 m belegt hatte erkämpfte Baier-Loef, die 1993 unter ihrem Geburtsnamen Baier mit 80 Punkten den 9. Platz in der Weltcup-Gesamtwertung über die 500 Meter-Distanz belegte, sich bei den Olympischen Winterspielen 1994 in Lillehammer die Silbermedaille über 1000 m. Über 1500 m belegte sie den 11. und über 500 m den 15. Platz.
Für den Gewinn der Silbermedaille erhielt sie – wie alle Medaillengewinner dieser Spiele – vom Bundespräsidenten das Silberne Lorbeerblatt.
Bei den Spielen in Nagano 1998 belegte sie über 500 m den 15. und über 1000 m den 16. Platz. Anfang Mai 1999 zog sie sich aus dem Leistungssport zurück.

## Sonstiges
Anke Baier-Loef ist seit 1997 mit dem niederländischen Eisschnellläufer Arie Loef verheiratet.